# Neomysis spinosa
Neomysis spinosa är en kräftdjursart som beskrevs av Nakazawa 1910. Neomysis spinosa ingår i släktet Neomysis och familjen Mysidae. Inga underarter finns listade i Catalogue of Life.